# 小犬魮
小犬魮（学名：Barbus caninus）為輻鰭魚綱鯉形目鯉科的其中一個種。被IUCN列為瀕危保育類動物，分布於歐洲瑞士及義大利，本魚鰭是厚而肉質的； 尾鰭葉是圓形。體具有不規則的黑色斑點，體長可達25公分，棲息在水流強勁的岩石溪流，屬肉食性，以底棲性無脊椎動物為食，因過度的漁撈而瀕臨絕種。

## 扩展阅读
維基物種上的相關：小犬魮